# Marozie Ire
Marozie, née Maria vers 890 et morte vers 935), également connue sous les noms de Mariuccia, Mariozza ou Marousie de Tusculum, était une noble romaine, fille de Théophylacte et Théodora Ire l'Ancienne, qui domina le pouvoir à Rome entre 928 à 932. Le pape Jean X lui donna les titres de senatrix (« sénatrice ») et de patricienne de Rome, ce qui ne s'était jamais vu auparavant.
Selon plusieurs chroniqueurs, elle fut la maîtresse du pape Serge III, dont elle eut un fils qui devint le pape Jean XI (906-936), et elle illustra la période dite de la pornocratie pontificale.

## Biographie
Née vers 890, fille du consul romain Théophylacte, comte de Tusculum, et de Théodora, Marozie a détenu à Rome le pouvoir réel de 928 à 932. Liutprand de Crémone parle d'elle comme d'une « prostituée éhontée... [qui] a exercé le pouvoir comme un homme sur l'ensemble des citoyens romains ».
À l'âge de quinze ans, elle devint la maîtresse du pape Serge III, cousin de Théophylacte, dont elle avait fait la connaissance quand il était évêque de Porto. Tous deux eurent un fils, Jean (le futur pape Jean XI), selon ce que rapportent deux sources contemporaines, le Liber Pontificalis (dont les notices postérieures au VIe siècle sont considérées comme fiables) et les Antapodosis sive Res per Europam gestae (Rétribution - Faits accomplis en Europe) (958-962) de Liutprand de Crémone. Une troisième source contemporaine, l'annaliste Flodoard (c. 894-966), donne Jean XI comme étant le frère d'Albéric II, fils de Marozie et de son mari Albéric Ier, et si ‘frère’ n'inclut pas ‘demi-frère’, Jean XI pourrait lui aussi avoir été leur fils.
Marozie épousa Albéric Ier, duc de Spolète en 909. Leur fils Albéric II naquit en 911 ou 912. En 924, Albéric Ier fut tué à Orte, évènement qui rendaient les grands propriétaires romains victorieux de la bureaucratie de la curie papale. Rome passa pratiquement sous contrôle laïque, et ce fut historiquement le nadir de la papauté.
Afin de contrer l'influence du pape Jean X (que le chroniqueur Liutprand de Crémone dit avoir été l'amant de sa mère), Marozie épousa ensuite l'adversaire du pontife, Guy de Toscane, qui aimait sa jolie femme autant qu'il aimait le pouvoir. Ensemble, ils attaquèrent Rome, se saisirent de Jean X au Latran et l'emprisonnèrent au château Saint-Ange. Il se peut que Guy l'ait étouffé avec un oreiller en 928 ou tout simplement qu'il soit mort de privations ou de mauvais traitement. 
Après ce coup de force, Marozie prit le pouvoir à Rome. Les papes qui suivirent, Léon VI et Étienne VII qui mourut assassiné, ne furent l'un et l'autre que ses marionnettes. En 931, elle réussit même à imposer son fils comme pape, sous le nom de Jean XI, alors qu'il n'avait que vingt et un ans. Marozie gouvernait à la place de son fils, et pourrait être à l'origine de la légende de la Papesse Jeanne,.
Son deuxième mari étant mort en 929, Marozie négocia un mariage avec le demi-frère de celui-ci, Hugues d'Arles, qui avait été élu roi d'Italie. Hugues avait déjà une femme, mais ce mariage fut annulé, afin que Hugues et Marozie pussent convoler. Mais Albéric II, le propre fils de Marozie, prit la tête de l'opposition aux deux nouveaux maîtres. En 932, il fit un coup d'État, au moment même des cérémonies du mariage, et fit emprisonner sa mère jusqu'à sa mort. Hugues réussit à s'échapper de la ville.
Marozie mourut en prison entre 932 et 937. Elle eut contre elle des détracteurs éloquents. Le Liber Pontificalis et la chronique de Liutprand de Crémone sont les principales sources pour les détails de sa vie.
Albéric II devint à son tour père d'Octavien, le futur Jean XII, qui fut élu pape en 955. Les papes Benoît VIII, Jean XIX, et Benoît IX, de la famille des Tusculani, furent aussi des descendants de Marozie. De Guy de Toscane, elle avait eu une fille nommée Berta Théodora, qui resta célibataire.
En confondant Théodore (mère de Marozie) et Théodora (sœur de Marozie), Edward Gibbon a écrit que « Le crédit qu’eurent alors deux sœurs prostituées, Marozia et Théodora, était fondé sur leurs richesses et sur leur beauté, sur leurs intrigues amoureuses ou politiques : la mitre romaine était la récompense des plus infatigables de leurs amants, et leur règne a pu faire naître, dans les siècles d’ignorance, la fable d’une papesse. Un bâtard de Marozia, un de ses petits-fils et un de ses arrière-petits-fils, descendant du bâtard (singulière généalogie), montèrent sur le trône de saint Pierre ; et ce fut à l’âge de dix-neuf ans que le second d’entre eux devint le chef de l’Église latine. » À partir de cette description, le terme de « pornocratie pontificale » a été associé à la domination effective à Rome de Théodora et de sa fille Marozie par l'intermédiaire des hommes qu'elles manœuvraient.

## Généalogie
Théophylacte Ier de Tusculum († 927)
+ Théodora Ire, d'où leur fille : 
Marozie Ire 
+1 (Serge III, pape de 904 à 911 ?) (Le père du pape Jean XI est plutôt Albéric Ier ci-après) 
Jean XI, pape de 931 à 936,
+2 Albéric Ier, duc de Spolète, d'où : 
(probablement le pape Jean XI, ci-dessus)
Albéric II, duc de Spolète (?-?)
+ Alda (fille de Hugues d'Arles ci-dessous) (cf.Bosonides), d'où : 
Octavien, pape sous le nom de Jean XII de 955 à 964
Déodat, père de :
Benoît VII, pape de 974 à 983
+3 Guy de Toscane (cf. Carolingiens), d'où :
Hugues de Vienne (?-?), comte de Vienne. (cf. Carolingiens)
+4 Hugues d'Arles, roi d'Italie (cf. Bosonides)
Manassès de Toscane (?-?), archevêque de Toscane (? ; plutôt fils de Guy de Toscane). 

#### Sources
- (en) E.R. Chamberlin, The Bad Popes, 1969.
- (en) George L. Williams, Papal genealogy, the families and descendants of the popes, 1998.